# Пустовит, Григорий Александрович
Григорий Александрович Пустовит (укр. Григорій Олександрович Пустовіт; род. 29 марта 1960, город Дубно, Ровенская область) — украинский политик. Секретарь Луцкого городского совета, и. о. мэра г. Луцка. Член партии Всеукраинское объединение «Батькивщина», входит в Политсовет партии.
2 марта 2014 назначен на должность председателя Волынской областной государственной администрации. 24 июля того же года освобожден от должности.

## Биография
Родился 29 марта 1960 года в городе Дубно. В 1977 году окончил Калининское суворовское училище, в 1981 году — Ленинградское высшее общевойсковое командное училище (специальность: командная тактика мотострелковых войск. Квалификация: инженер по эксплуатации гусеничных и колесных машин).
С 1981 по 2004 год — служил в Вооруженных силах на должностях командира взвода, командира роты, помощника командира воинской части по службе войск, заместителя командира авиационной базы по воспитательной работе. С 2004 года уволен из рядов Вооруженных сил Украины в отставку.
В 2004 году работал учителем допризывной подготовки СОШ № 23 города Луцка.
С 2005 года — председатель Луцкой городской организации Союза офицеров Украины.
С 2006 года — председатель Луцкой городской партийной организации ВО «Батькивщина».
В октябре 2010 года избран депутатом Луцкого городского совета по списку ВО «Батькивщина».
25 ноября 2010 избран секретарем Луцкого городского совета.
2 марта 2014 назначен на должность председателя Волынской областной государственной администрации. 24 июля того же года освобожден от должности.
Женат, имеет двоих детей.